# マリアーノ・ペルフェクト
マリアーノ・ペルフェクト（スペイン語: Mariano Perfecto、1853年 - 1913年11月3日）は、第5代両カマリネス州知事（在任：1910年 - 1912年）。多作の作家であり、「ビコル文学の父」と「ビサヤ文学の父」として知られた。彼は1899年から1900年まで「アン・パラバレタ」（An Parabareta）というビコール語初の新聞を出版、また「リブレリア・イ・インプレンタ・マリアーナ」（Libreria y Imprenta Mariana）というビコル地域初の出版社を設立した。彼は宗教の小冊子と祈祷文の翻訳、詩、短劇などの文学作品をイロンゴ語とビコール語で創作した。
パブロ・フェルナンデス（Pablo Fernandez）の『フィリピン教会史（1521年-1898年）』（History of the Church in the Philippines (1521-1898)）によると、聖アウグスチノ修道会のサルバドール・ポンス（Salvador Pons）は1900年の著作でペルフェクトを世俗的な司祭と称えた。